# Wannia
Wannia is een geslacht van uitgestorven basale phytosauriërs, dat bekend is uit het Laat-Trias (Laat-Carnien of Vroeg-Norien) van Texas, in het zuiden van de Verenigde Staten. Het bevat als enige soort Wannia scurriensis die bekend is van een enkel exemplaar. Deze soort werd oorspronkelijk benoemd als een soort van Paleorhinus en werd later beschouwd als een mogelijk jonger synoniem van Paleorhinus bransoni. De herbeschrijving onthulde echter vijf autapomorfieën en een fylogenetische positie als de meest basale bekende phytosauriër, wat de oprichting van een nieuwe generieke naam voor de soort rechtvaardigde.

## Beschrijving
Stocker (2013) diagnosticeerde Wannia scurriensis met behulp van vijf ondubbelzinnige autapomorfieën (unieke eigenschappen) en bovendien door een unieke combinatie van kenmerken. In tegenstelling tot alle andere phytosauriërs, zijn de basitubera (tubercula basilaria), afhangende uitsteeksels aan de schedelbasis voor de aanhechting van spieren die de kop doen knikken, overdwars ver van elkaar verwijderd. Een kenmerkende richel is aanwezig op het zijoppervlak van het jukbeen. Een verdikte richel is aanwezig langs de achterste onderrand van een verbrede vleugel gevormd door het pterygoïde bot en het quadratum. Een knobbel op het neusbeen is aanwezig achter de achterste randen van de neusgaten. Ten slotte maken de septomaxillae, waarschijnlijk niet homoloog aan de septomaxillae van Squamata en Synapsida, geen contact met elkaar en maken geen deel uit van het interne tussenschot. Acht kenmerken worden gedeeld door Wannia en alle andere phytosauriërs (synapomorfieën), inclusief neusgaten die omhoog zijn gericht en de aanwezigheid van afzonderlijke ossificaties, de septomaxillae, vóór de neus en omgeven door de premaxilla.
Hoewel eerder een synonymie tussen Wannia scurriensis en Paleorhinus bransoni werd gesuggereerd, verschilt Wannia scurriensis van Paleorhinus bransoni doordat er geen contact is tussen de premaxilla en het verhemeltebeen, zoals wel te zien is bij Paleorhinus angustifrons en Ebrachosuchus neukami. Bovendien verschilt Wannia scurriensis van beide soorten Paleorhinus in de aanwezigheid van een richel, in plaats van een rij knobbels op het zijoppervlak van het jukbeen. De kleine gedeeltelijke schedel die eerder werd gecatalogiseerd als verwijzend naar deze soort als TTU P-11422, deelt geen diagnostische kenmerken met het holotype. De exemplaren kunnen alleen worden vergeleken in het gebied rond de rechtse fenestra antorbitalis. Hoewel TTU P-11422 een grote antorbitale fossa heeft met een enigszins schuin naar achteren en boven hellende fenestra antorbitalis net als bij Wannia scurriensis, zijn de neusbeenderen net achter de neusgaten niet gezwollen in tegenstelling tot de autapomorfe toestand die bij de laatste wordt gezien. Een verdere preparatie van TTU P-11422 kan echter aanvullende morfologische kenmerken onthullen.

## Ontdekking en naamgeving
Wannia werd voor het eerst beschreven en benoemd door wijlen Dr. Wann Langston jr. in 1949 als een soort die deel uitmaakte van Paleorhinus: Paleorhinus scurriensis. De alternatieve geslachtsnaam Wannia werd in 2013 voorgesteld door Michelle R. Stocker en creëerde de combinatio nova Wannia scurriensis. De generieke naam eert Langston voor zijn uitgebreide paleontologisch werk aan archosauriërs. De soortaanduiding verwijst naar Scurry County waar het holotype werd gevonden. Wannia is alleen bekend van het holotype TTU P-00539, een gedeeltelijke schedel die in twee delen is bewaard en deel uitmaakt van de collectie van de Texas Tech University. TTU P-11422, een gedeeltelijke juveniele schedel, was ook aangeduid als Paleorhinus scurriensis, maar Stocker (2013) vond geen rechtvaardiging voor deze verwijzing omdat de exemplaren geen synapomorfieën delen. Het holotype werd verzameld in de buurt van Lake Alan Henry, vier km ten noordoosten van de stad Camp Springs, uit de Camp Springs-formatie van de Dockum Group. Deze eenheid, voorheen bekend als het Camp Springs-conglomeraat, correleert waarschijnlijk met de lagere afzetting van de Santa Rosa Sandstone in Texas en de Tecololito-afzetting van de Santa Rosa-formatie in New Mexico. De leeftijd van deze eenheid is niet precies bekend, zij werd oorspronkelijk beschouwd als Laat-Carnien op basis van correlaties met de Opponitzer-kalksteen van Oostenrijk, met behulp van de aanwezigheid van Dolerosaurus, die eerder werd beschouwd als een lid van Paleorhinus. Recente radiometrische datering van zirkoon suggereert echter dat de Santa Rosa-zandsteen overeenkomt met de Shinarump-afzetting uit het Norien. Bovendien werd onlangs aangetoond dat de Post Quarry, die zich binnen de stratigrafisch hogere Cooper Canyon-formatie van de Dockum Group bevindt, uit het midden Norien (220-215 miljoen jaar geleden) stamt. Dus de meest waarschijnlijke leeftijd voor de Camp Springs-formatie en de onderste afzetting van het Santa Rosa-zandsteen is het Laat-Carnien of het Vroeg-Norien.